# Педрилло, Пьетро-Мира

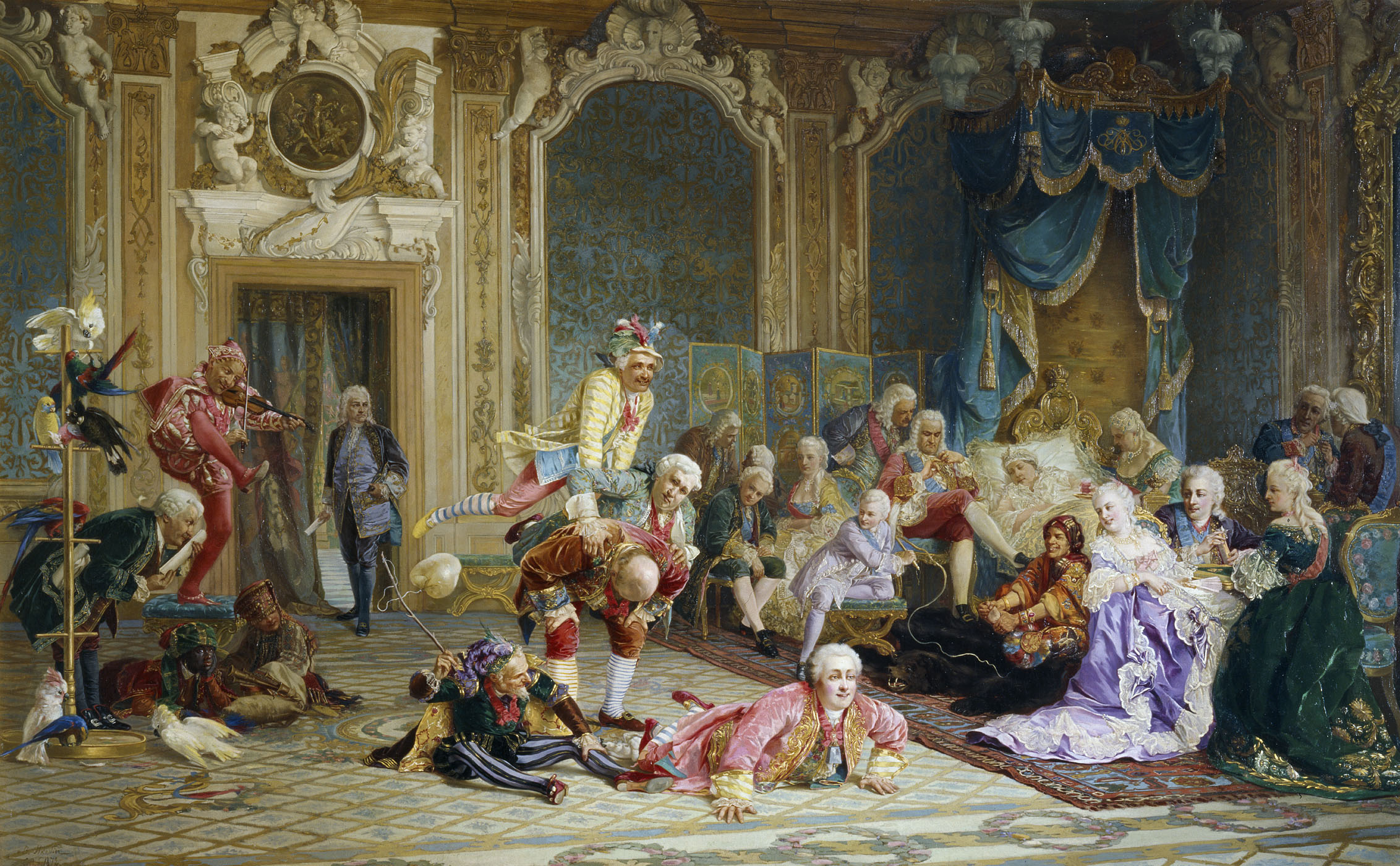
«Шуты при дворе императрицы Анны Иоанновны» (1872). Картина В. И. Якоби. Композиция включает 26 фигур; Пьетро-Мира Педрилло — играет на скрипке, стоя на одной ноге, также изображены другие знаменитые шуты, в том числе Балакирев (возвышается надо всеми), Голицын (стоит согнувшись), д’Акоста (с бичом).

Пьетро Мира, по прозвищу Педрилло (итал. Pietro Mira, detto Pedrillo; даты рождения и смерти неизвестны) — любимый шут императрицы Анны Иоанновны.
Родился в Неаполе, сын скульптора. Приехал в Петербург в начале царствования императрицы Анны Иоанновны ко двору как музыкант (для пения ролей буффа и игры на скрипке в придворной итальянской опере). Музыкальная карьера не сложилась. Попал в канцелярию герцога Бирона. Педрилло согласился быть шутом (при этом его имя Petrillo — производное от Pietro, было переосмыслено как Pedrillo) и, благодаря остроумию и находчивости, сделал блестящую карьеру придворного шута. Стал любимым шутом императрицы, был её неизменным карточным партнёром. Уехал из России с большим состоянием после смерти императрицы (1740).
При дворе носил прозвища «Адам», «Адамка», «Антонио», «Антоний» и «Петрушка». Стал героем исторических анекдотов, выведен в романе Ивана Лажечникова «Ледяной дом» (1835).